# نيو سالم (إلينوي)
نيو سالم (بالإنجليزية: New Salem, Pike County)‏ هي بلدة تقع في الولايات المتحدة في إلينوي. يقدر عدد سكانها بـ 136 نسمة .